# رنگ خاکه
اثر گرد کانی را، که از کشیده شدن آن روی چینی بی‌لعاب (مانند پشت نعلبکی) به دست می‌آید، اصطلاحاً رنگ خاکه می‌نامند که در بسیاری از موارد می‌تواند در شناسایی کانی مفید باشد. بین رنگ خاکه و رنگ کانی لزوماً رابطه‌ای وجود ندارد و کانی‌های دارای رنگ یکسان ممکن است رنگ خاکه‌ی متفاوتی به‌جای بگذارند و بالعکس.

مثلاً، پیریت و طلا رنگ زرد طلایی دارند، ولی رنگ خاکه‌ی پیریت سیاه و رنگ خاکه‌ی طلا زرد طلایی است. معمولاً رنگ خاکه‌های غیرفلزی اثر بی‌رنگ یا بسیار روشنی از خود به‌جای می‌گذارند و کانی‌های فلزی رنگ‌های تیره‌تری ایجاد می‌کنند. سختی چینی بی‌لعاب در مقیاس موس حدود ۷ است؛ بنابراین، نمی‌توان از رنگ خاکه‌ی کانی‌هایی که سختی ۷ و بیشتر از ۷ دارند استفاده کرد.

## منبع
- پایگاه ملی داده‌های علوم زمین